# Coppa Svizzera 1989-1990
La Coppa Svizzera 1989-1990 è stata la 65ª edizione della manifestazione calcistica. È iniziata l'11 agosto 1989 e si è conclusa il 4 giugno 1990. Questa edizione della coppa vide la vittoria finale del Grasshopper.

## Squadre partecipanti
| Lega Nazionale A | Lega Nazionale B | Prima Lega Gruppo 1 | Prima Lega Gruppo 2 | Prima Lega Gruppo 3 | Prima Lega Gruppo 4 |
| ---------------- | ---------------- | ------------------- | ------------------- | ------------------- | ------------------- |

### 1º Turno Eliminatorio
Partecipano le squadre di Prima, Seconda e Terza Lega.
| Squadra 1           | Risultato | Squadra 2 |
| ------------------- | --------- | --------- |
| 11 e 12 agosto 1990 |           |           |

### 2º Turno Eliminatorio
Entrano in lizza le squadre di Lega Nazionale B.
| Squadra 1           | Risultato | Squadra 2 |
| ------------------- | --------- | --------- |
| 18 e 19 agosto 1990 |           |           |

### Trentaseiesimi di Finale
Entrano in lizza le 14 squadre di Lega Nazionale A.
| Squadra 1         | Risultato      | Squadra 2         |
| ----------------- | -------------- | ----------------- |
| 1 settembre 1989  |                |                   |
| Brühl             | 2 - 6          | San Gallo         |
| 2 settembre 1989  |                |                   |
| Ascona            | 0 - 4          | Grasshoppers      |
| Baden             | 1 - 3          | Wettingen         |
| Bôle              | 3 - 3(1-2 dcr) | Friburgo          |
| Buochs            | 0 - 2          | Red Star Zurigo   |
| Bümpliz           | 4 - 2          | Lyss              |
| Burgdorf          | 0 - 3          | Basilea           |
| Domdidier         | 0 - 8          | Bulle             |
| Étoile Carouge    | 0 - 4          | Neuchâtel Xamax   |
| Folgore           | 3 - 3(4-3 dcr) | Martigny          |
| Herisau           | 1 - 3          | Brüttisellen      |
| Kilchberg         | 1 - 2          | Locarno           |
| Lancy             | 4 - 4(4-5 dcr) | Raron             |
| Monthey           | 3 - 1          | Chênois           |
| Montreux-Sports   | 0 - 2          | Sion              |
| Murten            | 0 - 7          | Servette          |
| Renens            | 0 - 2          | Echallens         |
| Rorschach         | 2 - 1          | Winterthur        |
| Sciaffusa         | 2 - 1          | Lugano            |
| Thun              | 1 - 5          | La Chaux-de-Fonds |
| Veltheim          | 0 - 4          | Glarus            |
| SC Zugo           | 2 - 2(3-2 dcr) | Old Boys Basilea  |
| Zurigo            | 2 - 0          | Chur              |
| 3 settembre 1989  |                |                   |
| Colombier         | 0 - 5          | Losanna           |
| Effretikon        | 0 - 5          | Bellinzona        |
| Gunzwil           | 0 - 2          | Aarau             |
| Klus/Balsthal     | 3 - 1          | Münsingen         |
| Kriens            | 1 - 7          | Young Boys        |
| Lengnau           | 1 - 4          | Suhr              |
| Soletta           | 2 - 0          | Muri              |
| Tuggen            | 0 - 2          | Chiasso           |
| 23 settembre 1990 |                |                   |
| Grenchen          | 2 - 3(d.t.s.)  | Lucerna           |

### Sedicesimi di Finale
| Squadra 1         | Risultato      | Squadra 2       |
| ----------------- | -------------- | --------------- |
| 7 aprile 1990     |                |                 |
| Bümpliz           | 0 - 2          | Bulle           |
| Folgore           | 4 - 4(2-4 dcr) | Echallens       |
| Friburgo          | 2 - 2(6-5 dcr) | Sion            |
| Glarus            | 0 - 3          | Lucerna         |
| La Chaux-de-Fonds | 1 - 2          | Servette        |
| Locarno           | 1 - 2          | Aarau           |
| Monthey           | 1 - 3          | Neuchâtel Xamax |
| Raron             | 0 - 10         | Losanna         |
| Red Star Zurigo   | 0 - 5          | Wettingen       |
| Rorschach         | 1 - 4          | Chiasso         |
| Soletta           | 1 - 3          | Young Boys      |
| Suhr              | 0 - 1          | Grasshoppers    |
| Zurigo            | 3 - 4          | San Gallo       |
| 8 aprile 1990     |                |                 |
| Brüttisellen      | 1 - 1(3-5 dcr) | SC Zugo         |
| Klus/Balsthal     | 2 - 4          | Bellinzona      |
| Sciaffusa         | 0 - 1          | Basilea         |

### Ottavi di Finale
| Squadra 1      | Risultato | Squadra 2       |
| -------------- | --------- | --------------- |
| 21 aprile 1990 |           |                 |
| Bellinzona     | 1 - 6     | Lucerna         |
| Bulle          | 0 - 6     | Basilea         |
| Losanna        | 3 - 0     | Aarau           |
| San Gallo      | 3 - 1     | Friburgo        |
| Wettingen      | 1 - 0     | Servette        |
| SC Zugo        | 4 - 0     | Echallens       |
| 22 aprile 1990 |           |                 |
| Chiasso        | 1 - 2     | Neuchâtel Xamax |
| Young Boys     | 0 - 2     | Grasshoppers    |

### Quarti di Finale
| Squadra 1       | Risultato      | Squadra 2 |
| --------------- | -------------- | --------- |
| 1 maggio 1990   |                |           |
| Grasshoppers    | 1 - 0          | Basilea   |
| Lucerna         | 0 - 0(5-4 dcr) | Wettingen |
| Neuchâtel Xamax | 2 - 1          | San Gallo |
| SC Zugo         | 3 - 3(2-4 dcr) | Losanna   |

### Semifinali
| Squadra 1       | Risultato | Squadra 2    |
| --------------- | --------- | ------------ |
| 22 maggio 1990  |           |              |
| Lucerna         | 1 - 3     | Grasshoppers |
| Neuchâtel Xamax | 2 - 1     | Losanna      |

### Finale
| Arbitro: | Rolf Blattmann (Zeiningen) |

| |            | |
| Wyss 24’ de Vicente 69’                                                                                     | Marcatori  | 40’ Gigon |
| Brunner Meier Egli Koller In-Albon Wyss (88' Kohr) Andermatt Bickel Sutter (83' Nyfeler) Strudal de Vicente | Formazioni | Pascolo Lönn Mottiez Rothenbühler (83' Lüthi) Ryf Jeitziner (70' Chassot) Perret Gigon Smajić Sutter Tarasiewicz |
| Hitzfeld | Allenatori | Gress |